# 大魔域
《魔域仙蹤》（英語：The NeverEnding Story）是一部1984年英語西德裔美國奇幻電影，由德國導演沃爾夫岡·彼得森執導（也是他執導的第一部英語電影）並同時撰寫劇本，劇情改編自1979年米歇爾·恩德的小說《說不完的故事》。電影由伯恩德·艾辛格（Bernd Eichinger）和迪特·吉斯勒（Dieter Giessler）製作。這部電影敘述一位男孩偶然在書店發現了一本神奇的書，該書講述了一位年輕戰士的任務，他的任務是阻止黑暗力量「虛無」吞噬稱為「幻想國」的仙境世界。
電影上映時，是美國或蘇聯以外成本最昂貴的一部電影，這部電影是《說不完的故事》電影系列的第一部。這部電影僅改編了本書的前半部分，因此並未傳達小說中描寫的許多內容，米歇爾·恩德曾提出控訴要求電影改名，但未獲勝訴。該書的下半部分隨後被當作第二部電影《大魔域2：回到大魔域》的粗略基礎。第三部電影《大魔域3：飛進未來》劇情並非以本書為基礎。
電影由諾亞·海瑟維、貝雷特·奧利弗、塔米·絲托納琪、帕特里夏·海斯、雪妮·布羅姆利、杰拉德·麥克雷尼、摩西·甘恩和艾倫·奧本海默主演。
主题曲由利马尔演唱。

## 劇情
故事主角培斯提安是一名喜愛閱讀與想像的男孩，他從書店偷拿了一本名為《說不完的故事》的書，在閱讀的過程中他發現了進入「幻想國」的關鍵，並且在幻想國中展開另一段追尋真實願望的冒險。

## 演員
- 貝雷特·奧利弗（英语：Barret Oliver） 飾演 培斯提安·巴爾茲扎·巴克斯（Bastian Balthazar Bux）
- 諾亞·海瑟維（英语：Noah Hathaway） 飾演 阿特雷尤（Atreyu）
- 塔米·絲托納琪（英语：Tami Stronach） 飾演 女皇（The Childlike Empress）
- 帕特里夏·海斯（英语：Patricia Hayes） 飾演 格果（Urgl）
- 雪妮·布羅姆利（英语：Sydney Bromley） 飾演 英格沃克（Engywook）
- 杰拉德·麥克雷尼（英语：Gerald McRaney） 飾演 巴克斯先生
- 摩西·甘恩（英语：Moses Gunn） 飾演 凱隆（Cairon）
- 艾倫·奧本海默（英语：Alan Oppenheimer） 聲演 幸運龍佛克（Falkor）、鬼怪（Gmork）、咬石者（Rockbiter）、旁白（後三者皆未掛名配音）
- 湯瑪斯·希爾（英语：Thomas Hill (actor)） 飾演 卡爾·康拉德·科蘭德（Carl Conrad Coreander）
- 狄普・羅伊（英语：Deep Roy） 飾演 Teeny Weeny
- 蒂洛·布拉克納（英语：Tilo Prückner） 飾演 Nighthob
- 羅伯特·伊斯頓（英语：Moses Gunn） 聲演 莫拉（未掛名）

## 製作
作者米歇爾·恩德最初對他的書要被翻拍成電影感到高興，恩德與沃爾夫岡·彼得森一起擔任劇本顧問，僅獲得5萬美元的著作權。彼得森後來在沒有諮詢他的情況下重寫了劇本，並認為這次改編的劇本內容與他的書的「精神」相差甚遠 —培斯提安在沒有想像力的情況下重新創造「幻想國」— 他要求停止製作或者將電影的標題更改。當製片人都沒有這樣做時，恩德對他們提起訴訟，隨後敗訴。恩德稱這部電影只是一部「庸俗、商業、毛絨和塑料製成的大通俗劇」 (德語： Ein gigantisches Melodram aus Kitsch, Kommerz, Plüsch und Plastik.)。
赫爾穆特·迪特爾最初擔任導演，但後來退出並由沃爾夫岡·彼得森取代。改編只涵蓋了本書的前半部分，德國製片人伯納德·艾辛格看到他的孩子們正在讀這本書，他們敦促他把這本書拍成電影，但他不願意改編這本書，但同意這樣做並獲得了這本書的版權。影片大部分第一階段是在慕尼黑巴伐利亞電影製作公司的拍攝的，而現實世界中的街景和學校內部則是在加拿大溫哥華拍攝的（在影片結尾的惡霸追逐場景中可以看到煤氣鎮的蒸汽鐘，三名惡霸後來被追趕到甘比街，經過水街交叉口的蒸汽鐘，然後沿著小巷）以及阿特雷尤墜落的海灘，拍攝於西班牙阿爾梅里亞聖荷西的孟森海灘。

## 外部連結
- 互联网电影数据库（IMDb）上《The NeverEnding Story》的资料（英文）
- Box Office Mojo上《The NeverEnding Story》的資料（英文）
- 爛番茄上《The NeverEnding Story》的資料（英文）
- 豆瓣电影上《大魔域》的資料 （简体中文）